# Trypogeus apicalis
Trypogeus apicalis là một loài bọ cánh cứng trong họ Cerambycidae.